# زايندة رود
زايندة رود (بالفارسية: زاینده‌رود) هي منطقة سكنية تقع في إيران في البلدة المركزية. يقدر عدد سكانها بـ 9,891 نسمة .